# Johan Anders Biörck
Johan Anders Biörck, född 4 mars 1789 i Katarina församling, Stockholm, död där 2 november 1856, Stockholm, var en svensk jurist och riksdagsman. Han var dessutom tonsättare och amatörmusiker.

## Biografi
Johan Anders Biörck föddes 4 mars 1789 i Katarina församling, Stockholm. Han var son till överinspektorn Johan Biörck och Greta Maria Unge. Biörck var rådman och handelsborgmästare i Stockholm, och hade även namn, heder och värdighet av lagman. Han var riksdagsman i borgarståndet för staden vid den urtima 1834/35 samt vid riksdagen 1847/48. Han var bland annat ledamot i konstitutionsutskottet 1834/35 och i bankoutskottet 1847/48, och tjänstgjorde även 1848 som tillfällig vice talman.

## Verk
- Etyd i F-dur för stråkkvartett. Uppförd 1827 av Mazerska kvartettsällskapet.[4]